# Kabus bin Said
Kabus bin Said Al Said (arabsko قابوس بن سعيد آل سعيد, IPA: [qaː.buːs bin sa.ʕiːd ʔaːl sa.ʕiːd]; 18. november 1940 – 10. januar 2020) je bil omanski sultan od 23. julija 1970 do svoje smrti leta 2020. Potomec petnajste generacije ustanovitelja rodbine Al Said je bil v času svoje smrti voditelj z najdaljšim stažem na Bližnjem vzhodu in v arabskem svetu, vladal je skoraj pol leta stoletja.
Edini sin Saida bin Taimurja, sultana Maskata in Omana, se je Kabus šolal v Suffolku v Angliji. Po diplomi na Kraljevi vojaški akademiji Sandhurst je kratek čas služil v Britanski vojski. V Oman se je vrnil leta 1966 in je bil predmet precejšnjih očetovih omejitev. Leta 1970 se je Kabus povzpel na omanski prestol, potem ko je ob britanski podpori z državnim udarom strmoglavil očeta. Država se je pozneje preimenovala v sultanat Oman.
Kot sultan je Kabus izvajal politiko modernizacije in končal mednarodno izolacijo Omana. Med njegovo vladavino so se dvignili življenjski standardi in razvoj v državi, odpravljeno je bilo suženjstvo, končan je bil Dofarski upor in razglašena omanska ustava. Zaradi slabega zdravja je Kabus umrl leta 2020. Ni imel otrok, zato je na kraljevem dvoru zahteval, da po njegovi smrti doseže soglasje o nasledniku. Iz previdnosti je skril pismo, v katerem je imenoval svojega naslednika, če dogovor ne bo dosežen. Po njegovi smrti se je kraljevi dvor odločil, da pogleda Kabusovo pismo in za sultana imenoval njegovega predvidenega naslednika, njegovega bratranca Haithama bin Tarika.

## Zgodnje življenje in izobrazba
Sajid Kabus bin Said se je rodil v južnem mestu Salala, governorat Dofar 18. novembra 1940 kot edini sin sultana Saida bin Taimurja in matere Mazuna al-Mašani. Osnovno in srednjo izobrazbo je prejel v mestu Salalah, pri 16 letih pa so ga poslali v zasebno izobraževalno ustanovo v Bury St Edmunds v Angliji. Pri 20 letih je vstopil na Kraljevo vojaško akademijo Sandhurst. Potem ko je septembra 1962 na Sandhurstu diplomiral, se je pridružil britanski vojski in bil napoten v 1. bataljon The Cameronians (škotske puške), z njimi pa je eno leto služil v Nemčiji. Imel je tudi osebje britanske vojske.
Po služenju vojaškega roka je Kabus v Angliji študiral teme o lokalni upravi in nato zaključil svoje izobraževanje s svetovno turnejo, ki jo je spremljal Leslie Chauncy. Po vrnitvi leta 1966 ga je oče dal v hišni pripor v palačo Al-Husun v mestu Salala. Tu je bil izoliran od vladnih zadev, razen občasnih sestankov očetovih osebnih svetovalcev. Kabus je študiral islam in zgodovino svoje države. Njegovi osebni odnosi so bili omejeni na izbrano skupino uradnikov palače, ki so bili sinovi očetovih svetovalcev in nekaj prijateljev izseljencev, kot je Tim Landon. Sultan Said je dejal, da ne bo dovolil, da bi bil njegov sin vpleten v razvojni proces načrtovanja in Kabus je začel oznanjati svojo željo po spremembi – kar so tiho podprli njegovi obiskovalci izseljenci.

## Politična kariera

### Vzpon na oblast
Kabus je zasedel prestol 23. julija 1970 po uspešnem državnem udaru proti svojemu očetu, s ciljem končati izolacijo države in uporabiti prihodke od nafte za modernizacijo in razvoj. Izjavil je, da država ne bo več znana kot Maskat in Oman, ampak bo spremenila svoje ime v »sultanat Oman«, da bi bolje odražala svojo politično enotnost.
Državni udar so podprli Britanci, pri čemer je Ian Cobain zapisal, da so ga »v Londonu načrtovali MI6 in javni uslužbenci na ministrstvu za obrambo in zunanjem ministrstvu«, odobril pa ga je premier Harold Wilson.
Prvi pereč problem, s katerim se je Kabus bin Said soočil kot sultan, je bil oborožen komunistični upor iz Južnega Jemna, Dofarski upor (1962-1976). Sultanat je sčasoma porazil vdor s pomočjo iranskega šaha, jordanskih čet, ki jih je poslal njegov prijatelj jordanski kralj Husein, britanskih posebnih enot in kraljevega vojnega letalstva.

### Vlada kot sultan
Ko je Kabus prevzel oblast, je bilo nekaj zametkov moderne države. Oman je bil slabo razvita država z resnim pomanjkanjem infrastrukture, zdravstvene oskrbe in izobraževanja, s samo šest miljami asfaltiranih cest in prebivalstvom, odvisnim od samooskrbnega kmetijstva in ribolova. Kabus je moderniziral državo z uporabo prihodkov od nafte. Zgrajene so bile šole in bolnišnice, postavljena je bila sodobna infrastruktura, z več sto kilometri novih asfaltiranih cest, vzpostavljeno telekomunikacijsko omrežje, dokončani projekti za pristanišče in letališče, ki so se začeli pred njegovo vladavino in zgrajeno drugo pristanišče, dosežena je bila elektrifikacija. Vlada je tudi začela iskati nove vodne vire in zgradila načrt za razsoljevanje, spodbujala je rast zasebnega podjetništva, zlasti v razvojnih projektih. Z gospodarskim razvojem države so se začele pojavljati banke, hoteli, zavarovalnice in tiskani mediji. Omanski rial je bil uveljavljen kot nacionalna valuta in je nadomestil indijsko rupijo in taler Marije Terezije. Kasneje so zgradili dodatna pristanišča in odprli univerze. V svojem prvem letu na oblasti je Qaboos odpravil tudi suženjstvo v Omanu.
Politični sistem, ki ga je vzpostavil Kabus, je sistem absolutne monarhije. Sultanov rojstni dan, 18. november, se praznuje kot državni praznik Omana. Prvi dan njegove vladavine, 23. julij, praznujejo kot dan renesanse.
Oman nima sistema delitve oblasti. Med njegovo vladavino je bila vsa moč skoncentrirana v sultanu, bil pa je načelnik generalštaba oboroženih sil, minister za obrambo, minister za zunanje zadeve in predsednik centralne banke. Vsa zakonodaja od leta 1970 je bila razglašena s kraljevimi odloki, vključno s temeljnim zakonom iz leta 1996. Sultan imenuje sodnike, lahko podeli pomilostitve in omili kazni. Sultanova oblast je nedotakljiva.
Kabusovi najbližji svetovalci naj bi bili varnostni in obveščevalni strokovnjaki v palačnem uradu, ki ga je vodil general sultan bin Mohamed al Numani.

### Omanski protesti 2011
Protesti v Omanu leta 2011 so bili niz protestov v državi Oman v Perzijskem zalivu, ki so se zgodili kot del revolucionarnega vala, popularno znanega kot »arabska pomlad«. Protestniki so zahtevali povišanje plač, nižje življenjske stroške, ustvarjanje več delovnih mest in zmanjšanje korupcije. Protesti v Soharju, petem največjem mestu Omana, s središčem krožišča Globe Roundabout  Sultanov odziv je vključeval odpustitev tretjine vladajočega kabineta.
Glede na CBS News, 19. junija 2011,
 V valovih aretacij med arabsko pomladjo je bilo pridržanih in izpuščenih več voditeljev protestov, nezadovoljstvo s stanjem v državi. Medtem ko je nezadovoljstvo med prebivalstvom očitno, izredno pomanjkanje poročanja v tujih medijih in pomanjkanje splošne tamkajšnje svobode tiska pušča nejasno ali protestniki želijo, da sultan odide ali preprosto želijo, da njihova vlada bolje deluje. Poleg nedavnih protestov obstaja zaskrbljenost glede nasledstva v državi, saj ni dediča ali jasne zakonodaje o tem, kdo bi lahko bil naslednji sultan.
Sultan je sicer dal simbolno koncesijo protestnikom, vendar je pridržal aktiviste družbenih medijev. Avgusta 2014 je omanski pisatelj in zagovornik človekovih pravic Mohammed Alfazari, ustanovitelj in glavni urednik e-revije Mowatin "Citizen", izginil, potem ko je šel na policijsko postajo v okrožju Al-Qurum v Maskatu, le da je bil čez nekaj časa pomiloščen.

### Zunanja politika
Pod Kabusom je Oman gojil tesnejše vezi z Iranom kot druge arabske države Perzijskega zaliva in je bil previden, da je bil videti nevtralen in vzdrževal ravnovesje med Zahodom in Iranom. Posledično je Oman pogosto deloval kot posrednik med ZDA in Iranom. Kabus je leta 2013 pomagal posredovati v tajnih ameriško-iranskih pogovorih, ki so dve leti kasneje pripeljali do mednarodnega jedrskega pakta, iz katerega so se ZDA leta 2018 umaknile.
Leta 2011 je Kabus omogočil izpustitev ameriških pohodnikov, ki jih je zadržal Iran, in za njihovo svobodo plačal milijon dolarjev.
Oman se leta 2015 ni pridružil posredovanju Savdske Arabije v Jemnu proti Hutijem in se ni postavil na stran v sporu v Perzijskem zalivu, zaradi katerega so Savdska Arabija in njeni zavezniki leta 2017 uvedli embargo Katarju.
Oktobra 2018 je Kabus povabil izraelskega premierja Benjamina Netanjahuja na obisk v Oman, državo, ki z Izraelom nima uradnih diplomatskih vezi. Netanyahu je bil prvi izraelski premier, ki je obiskal Oman po Šimonu Peresu leta 1996.

## Filantropija
Kabus je financiral gradnjo ali vzdrževanje številnih mošej, predvsem Velike mošeje sultana Kabusa, kot tudi svetišč drugih religij.
Kabus je z donacijo Unescu v zgodnjih 1990-ih financiral nagrado sultana Kabusa za ohranjanje okolja, da bi podelil priznanje za izjemne prispevke pri upravljanju ali ohranjanju okolja. Nagrado podeljujejo dvakrat letno od leta 1991.

## Osebno življenje
Kabus je bil musliman Ibadi veroizpovedi, ki je tradicionalno vladala Omanu. Čeprav je Oman pretežno muslimanski, je sultan v državi podelil svobodo veroizpovedi in financiral gradnjo štirih katoliških in protestantskih cerkva ter več hindujskih templjev.
Sultan je bil navdušen ljubitelj in promotor klasične glasbe. Njegov 120-članski orkester je v celoti sestavljen iz mladih Omancev, ki od leta 1986 hodijo na avdicije kot otroci in odraščajo kot člani simfonične zasedbe. Igrajo lokalno in s sultanom potujejo v tujino. Argentinski skladatelj Lalo Schifrin je dobil naročilo za komponiranje dela z naslovom Simfonični vtisi Omana. Kabus je bil še posebej navdušen nad orglami. Kraljeva operna hiša, Maskat ima druge največje premične orgle na svetu. Bil je tudi pokrovitelj lokalnega ljudskega glasbenika Salima Rašida Surija, ki ga je postavil za kulturnega svetovalca.
22. marca 1976 se je Kabus poročil s svojo prvo sestrično Kamilo (rojeno Sajida) Naval bint Tariq Al Said (rojena 1951), hčerko njegovega strica Sajida Tariqa bin Taimurja Al Saida in Sajide Šavane bint Nasir Al Busaidi. Naval je polsestra Kabusovega naslednika Haithama bin Tarika. Zakon se je končal z ločitvijo leta 1979. Poroka ni dala otrok.
Septembra 1995 je bil Kabus vpleten v prometno nesrečo v mestu Salala tik pred svojo palačo, v kateri je umrl eden njegovih najvidnejših in najvplivnejših ministrov, podpredsednik vlade za finance in gospodarstvo, Qais Bin Abdul Munim Al Zavavi.
Kabus je imel v lasti več jaht, ki jih je upravljala Omanska kraljeva eskadrilja jaht, vključno Al Said in Fulk Al Salamah, dvema največjima jahtama na svetu.
Omanci in zalivski Arabci so na splošno verjeli, da je Kabus homoseksualec. To namigovanje je podprl Tony Molesworth, nekdanji drugi najvišji častnik obveščevalne službe Omana. Kabusov nekrolog v The Timesu opisuje govorice o »povezavah z elegantnimi mladimi evropskimi moškimi« v njegovem življenju.

## Bolezen in smrt
Od leta 2014 je Kabus trpel za rakom debelega črevesa, zaradi katerega se je zdravil. 14. decembra 2019 so poročali, da je v terminalni fazi s kratkim časom življenja po tem, ko je bil na zdravljenju v UZ Leuven v Belgiji, in se je vrnil domov, ker je želel umreti v svoji državi. Umrl je 10. januarja 2020 v starosti 79 let v svoji osebni rezidenci Bait Al-Baraka, tik pred Maskatom. Naslednji dan je vlada razglasila tridnevno državno žalovanje in sporočila, da bo državna zastava za 40 dni priprta, uradno delo v javnem in zasebnem sektorju pa bo za tri dni prekinjeno. Kuvajt, Savdska Arabija, Katar, Združeni arabski emirati, Bahrajn, Libanon in Egipt so vsi razglasili tridnevno žalovanje; Indija in Bangladeš sta razglasila enodnevno žalovanje. Združeno kraljestvo je v znak spoštovanja zastavo spustilo na pol droga.

## Nasledstvo
Za razliko od voditeljev drugih arabskih držav Perzijskega zaliva Kabus ni javno imenoval naslednika. 6. člen ustave pravi, da ima kraljevi družinski svet tri dni časa, da izbere novega sultana od datuma, ko se mesto izprazni. Če se kraljevi družinski svet ne strinja, je treba pismo z imenom, ki ga je napisal sultan Kabus, odpreti v navzočnosti obrambnega sveta vojaških in varnostnih uradnikov, predsednikov vrhovnega sodišča ter vodje zgornjega in spodnjega doma posvetovalnih skupščin. Analitiki so pravila videli kot dovršeno sredstvo, s katerim je Kabus zagotovil svojo izbiro za naslednika, ne da bi povzročil polemiko, tako da jih je objavil v času svojega življenja, saj je bilo malo verjetno, da bi se kraljeva družina lahko sama dogovorila o nasledniku.
Kabus ni imel otrok in samo eno sestro, Sajida Umaima, vendar ne moških bratov in sester; obstajajo tudi drugi moški člani omanske kraljeve družine, vključno s strici po očetovi strani in njihovimi družinami. Z uporabo iste generacije primogeniture se zdi, da so Kabusovi nasledniki otroci njegovega pokojnega strica Sajida Tariqa bin Taimurja, prvega premierja Omana in nekdanjega sultanovega tasta. Omanski opazovalci so verjeli, da so glavni kandidati za Kabusovega naslednika trije Tariqovi sinovi: Asa'ad bin Tariq, podpredsednik vlade za mednarodne odnose in sodelovanje in sultanov posebni predstavnik; Šihab bin Tariq, upokojeni poveljnik Kraljeve mornarice Omana; in Haitham bin Tariq, minister za dediščino in nacionalno kulturo.
11. januarja 2020 je omanska državna TV sporočila, da se je kraljevi družinski svet v pismu svetu za obrambo odločil, da bo upošteval izbiro, ki jo je Kabus navedel v svoji oporoki in je tako odprl pismo, v katerem je Kabus imenoval svojega naslednika in kmalu objavil da je Haitham bin Tariq vladajoči sultan v državi. Haitham ima dva sinova in dve hčeri.

## Zapuščina
V spomin na Kabusa je bil izdan zbirateljski evro bankovec.  Junija 2022 je bila v Londonu slovesno posvečena njegova medalja za služenje reda svetega Janeza.

## Palača
| Ime            | Mesto  | Area    | koordinate                                              | Lastnosti                                                                      |  |
| -------------- | ------ | ------- | ------------------------------------------------------- | ------------------------------------------------------------------------------ |  |
| Palača Al Alam | Maskat | 2,0 km² | 23°36′52.86″N 58°35′43.90″E / 23.6146833°N 58.5955278°E | Vsebuje dva heliodroma, privez za super jahte in več ultra luksuznih rezidenc. |  |